# 齊東縣
齊東縣，中国旧县名，在今山东省滨州市境。清代时，齐东县城因位于黄河航道和南北陆路交通的交汇之处，经贸发达，有小济南之称。也因黄河在咸丰五年的大改道而衰败。今齐东县城旧址位于邹平县台子镇境，黄河河道中。
金朝天会年间，设立齐东镇，属邹平县。元憲宗三年（1253年），析鄒平、章丘各一部置齊東縣，隸濟南路，至元二年（1265年），還屬河間路，明清屬濟南府。清朝时考语：疲，難。咸丰五年黄河大改道后，为确保齐东县城安全，清政府在光绪十年（1884年）修筑大坝——梯子坝。光绪十八年（1892年），黄河泛滥，冲毁梯子坝，淹没县城，仅存城东南部分。次年，部分县衙和居民迁至新城（今邹平县台子镇院新村东）。光绪二十年（1894年），知县康鸿达奉准迁至九户镇。
1928年，济南道废，直属山东省。1940年代末，属清河专区。1950年，撤消清河专区，齐东县划入惠民专区。同年4月，齐东县城由九户镇迁至麻姑堂（今魏桥镇堂子村），1952年，迁至魏桥镇。1956年，高青县并入，县城亦由此迁至高青县的田镇。1958年9月，辖区部分划入邹平县和博兴县，恢复高青县。1959年1月，齊東縣撤銷。